# Ejnar "Svarte" Jensen
Ejnar Jensen var cheftræner i Vejle Boldklub i 1957.
"Svarte", som han blev kaldt i VB, var med til at opbygge det fodboldhold, der i 1958 vandt The Double og i 1959 blev Danske Mestre.